# Josep de Càrcer i d'Amat
Josep de Càrcer i d'Amat (Perpìnyà, c. 1837, Barcelona, 25 de gener de 1905) fou un noble català, baró de Castellar, germà de Joaquim de Càrcer i d'Amat, que el 1865 es va casar amb Josepa de Ros i de Càrcer. Van ser barons de Castellar, de Maldà i Maldanell. Van tenir quatre noies; Maria Dolors, Pilar, Maria i Concepció. Maria Dolors va tornar a reunir els títols de la família: el marquesat de Castellbell, i Castellmeià del seu oncle, la baronia de Castellar, i la baronia de Maldà i Maldanell per part del seu pare.